# Jenaer Kodex

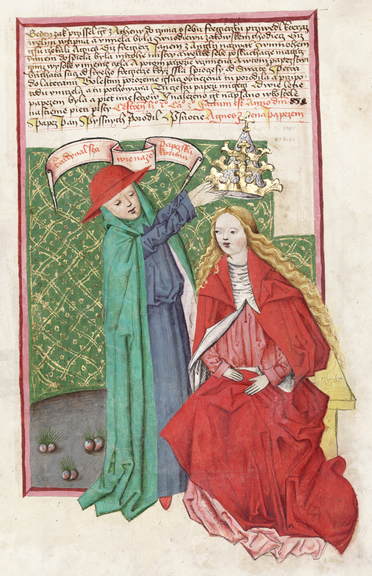
Jenaer Kodex, fol. 70r: Kardinal, der eine Prostituierte mit der päpstlichen Tiara krönt

Der Jenaer Kodex (tschechisch Jenský kodex, auch Jenaer Hussitenkodex, lateinisch Antithesis Christi et Antichristi) ist eine reich illuminierte hussitische Handschrift aus dem späten Mittelalter.

## Geschichte
Der Sammelband entstand um 1500 im Auftrag des Prager Bürgers Bohuslav von Čechtice, eines Anhängers der hussitischen Kirche. Der Band gelangte bald nach seiner Entstehung in Böhmen in den Bestand der „Bibliotheca Electoralis“ in Wittenberg, die größtenteils 1549 in die Universitätsbibliothek Jena kam (Signatur Ms. El. f. 50b). 1951 übergab Wilhelm Pieck, der damalige Präsident der DDR, den Kodex dem tschechoslowakischen Präsidenten Klement Gottwald als Staatsgeschenk. Heute befindet er sich in der Handschriftensammlung des Nationalmuseums in Prag (Signatur IV B 24). 2009 veröffentlichte das Museum ein kommentiertes Faksimile.
Der Kodex enthält verschiedene tschechische und lateinische Texte zu allgemein christlichen und hussitischen Themen. Der Einleitungstext ist lateinisch, die übrigen Texte sind tschechisch. Er umfasst Handschriften sowie eine Inkunabel auf 111 Papier- und 9 Pergamentblättern mit insgesamt 122 Illuminationen. Bekannt sind vor allem die Bilder mit hussitischen Motiven, etwa die Verbrennung des Jan Hus (fol. 38r) oder der blinde Jan Žižka an der Spitze eines Heeres (fol. 76r), der in modifizierter Form ab 1970 auf der tschechoslowakischen 20-Kronen-Banknote abgebildet war.
Die Tendenz des Werks ist klar prohussitisch, wie einige Illuminationen zeigen, etwa Kreuzfahrer mit aufgespießtem Neugeborenem (fol. 56r), ein Kardinal, der eine Prostituierte mit der päpstlichen Tiara krönt (fol. 70r) oder ein Priester, der sein Kind tötet (fol. 77r).